# Аттапы (аэропорт)
Международный аэропорт Аттапы (ИАТА: AOU, ИКАО: VLAP) — один из пяти международных аэропортов Лаоса, расположенный в 26 км (16 миль) от города Аттапы.

## История
11 февраля 2012 года вблизи от границы Лаоса и Вьетнама официальные лица обоих государств приняли участие в закладке фундамента будущего аэропорта. Строительство продолжалось с мая 2013 года по апрель 2015 года. Окрытие аэропорта, ставшего первым международным узлом в провинции Аттапы, состоялось 30 мая 2015 года.